# Mint Aizawa
Mint Aizawa (藍沢 みんと Aizawa Minto?) es un personaje de ficción en el manga y anime Tokyo Mew Mew. Mint es conocida como Corina Bucksworth en Mew Mew Power.

Mint es el primer miembro de Tokyo Mew Mew descubierto por Ichigo Momomiya.

## Historia

### Tokyo Mew Mew
Mint es introducida muy temprano en el manga, después de que Ichigo Momomiya accidentalmente cae sobre Masaya Aoyama. Ella le ofrece a Ichigo un pañuelo, pero actúa más bien grosera con Ichigo, ya que hace una mueca mientras se aleja. Mint menciona que el pañuelo está hecho de fibras recicladas, lo que Masaya aprecia mucho. Mint se ve entonces hablando con Ichigo sobre su amor por Masaya, diciendo que son más interesantes que las pantallas. Luego Ichigo le da un apodo de corta duración, "chica sarcasmo". 
Un poco más tarde, encuentran a Lettuce Midorikawa siendo intimidada por tres chicas de la Preparatoria Junior Okumura Daifuzuku, que le están gritando por traerles café caliente, a pesar de que ellas le pidieron café, lo que significa que posiblemente lo hicieron por ser malas con ella. Ichigo va en su ayuda, pero Pudding Fong llega primero, molestando a las chicas, excitosamente deteniendo a tres chicas de lastimar a Lettuce. Mint no hace otra cosa más que ver, con Ichigo, tal y como aparece que Pudding lo está haciendo bien. Una de las chicas está a punto de tirar café sobre Pudding, pero Zakuro Fujiwara le sostiene el brazo en una posición bastante dolorosa. Mint parece quedar hipnotizada por Zakuro, ya que está dice que quiere ser como ella, no escuchando lo que dice Ichigo. 
Más tarde, Masaya le pide a Ichigo ir con él para devolverle a Mint el pañuelo. Ichigo toma esto como una oportunidad para descubrir si Mint es una Mew Mew y sigue a Masaya a la casa de Mint. Mientas Masaya conversa con ella acerca de donde obtuvo su pañuelo, Ichigo va en torno a Mint, tratando de encontrar su Marca Mew Mew. Mint se pone muy molesto diciéndole que es muy extraña y rara, actuando grosera de forma apropiada. 
Ichigo ve a Masha, que le da un boleto al lugar donde Mint está bailando ballet. Ryō Shirogane, como un holograma, confirma que Mint es una Mew Mew. Ichigo va al camerino de Mint, después de que termina su presentación para ver si ella tiene una Marca Mew Mew, pero Mint la atrapa llamándola una acosadora, cuestionando por qué ella la ha estado siguiendo. Mint llama a su perro Mickey, revela haber sido convertido en un Chimera Anima. Ichigo se transforma y está a punto de atacar a Mickey, pero Mint le dice a Ichigo que no lastime a Mickey. Mickey luego estalla contra un muro. Mint no puede creer lo que ve y empieza a llorar, entonces Mickey la ataca y rompe la espalda de su vestido, revelando su Marca Mew Mew. Ichigo le dice que se puede transformar, pero Mint está muy conmocionada por lo que está pasando y dice que ella no puede, pero luego se transforma en Mew Mint. Ambas trabajan juntos, y expulsan a los parásitos parecidos a medusas de Mickey. Ichigo entonces dice que van a hacer un gran equipo, pero dice Mint que no quiere tener nada que ver con ella. 

### Tokyo Mew Mew à la Mode
Mientras Ichigo se encuentra en Londres con Masaya, el resto de las Mew Mews se quedan para luchar contra los Chimera Animas. Mint aparece por primera vez a principios del primer volumen, donde se queja de tener demasiado trabajo desde que Ichigo se fue.
Mint es una de las Mew Mews que conoce Berry Shirayuki en su forma Mew Mew. Ella y las otras tres Mew Mews se transfieren a la escuela de Berry para que todo el grupo pueda estar junto si un enemigo aparece.
Más tarde, los Cruzados de Santa Rosa le lavan el cerebro a la gente para que crean que Berry es una Mew Mew malvada, arruinando Tokyo Mew Mew. Sin embargo, Mint y las demás permanecen a su lado. Al final, su enemigo se vuelve bueno y la gente ya no tiene el cerebro lavado.

### Anime
La introducción de Mint en el episodio dos ("Una Nueva Compañera - ¡La Justicia Yace en una Verdadera Señorita ~ Nya!"). Ichigo conoce a Mint en la calle cuando su perro Mickey pasa por un charco y salta sobre ella. Después Mint se disculpa  por el perro , le dio un pañuelo de seda se fue, Ichigo va a la casa de Mint a buscar un Chimera Anima.
Más tarde, el perro de Mint, Mickey, se transforma en un Chimera Anima e Ichigo se transforma y trata de luchar contra el Chimera Anima pero se estrella contra la pared. Mint pide que Ichigo no hiera a Mickey, al igual que la criatura rompe la parte posterior del vestido de Mint, revelando una Marca Mew Mew. Masha escupe un medallón y Mint se transforma, expulsa a los alienígenas del cuerpo de Mickey. Más tarde, Mint comienza a trabajar en el Café Mew Mew, que es la sede para del Proyecto Mew Mew, e Ichigo trata de volverse se amiga, pero Mint se niega a trabajar con ella, además ella  solo se queda sentada a tomar te. Sin embargo, al igual que en el manga, luego se convierten en buenas amigas y terminan por salvando al mundo de los alienígenas con las otras Mew Mews.

### Mew Mew Power
Corina es introducida en el episodio "premiere" (anteriormente el episodio 12) titulado "La Mew Mew Más Importante". Ahí un par de diferencias y adiciones, pero está relacionado con lo mismo. Por ejemplo, la primera y la última parte de la transformación de Mint son omitidas y sus líneas son cambiadas. Su carácter cambia delicadamente, ya que ella actúa un poco más higiénica y es más obsesiva con hablarle a las personas sobre su estado social.

## Familia
La familia de Mint es rica y vive en una mansión. Su madre y padre casi nunca están en casa, y su sirvienta tiene que cuidar de ella.
Ella tiene un hermano llamado Seiji Aizawa (藍沢 誓司 Aizawa Seiji) quien aparece en el episodio nueve, y no en el manga. Él es mayor, y más serio que Mint. Él no pasa mucho tiempo con ella, porque él tiene que cumplir con algunas cosas importantes y difíciles, como negocios. Por esto, él una vez llamó a Mint "afortunada", porque ella solo baila ballet. Las Mew Mews lo conocen en el episodio, pero él no les pone mucha atención, debido a que él está ocupado. Cuando Mint tiene un recital de ballet, ella quiere que Seiji vaya, pero él está ocupado otra vez y no puede asistir, aunque las Mew Mews intentan de persuadirlo. Cuando él finalmente va, sin embargo, Mint le dice que regrese al trabajo, haciéndolo sentir mal. Cuando Seiji se marcha, un Chimera Anima ataca a las Mews, Seiji intenta proteger a Mint y el Chimera Anima lo lastima. Enfuresida, Mint reta al monstruo por haber lastimado a su hermano, quien intentaba protegerla. Después de que ella y Mew Ichigo derrotaran al Chimera Anima, Seiji le da a su hermana unas flores y le dice que quiere ver su recital de ballet para demostrarle que él aún se preocupa por ella.

## Romanización
En la versión Japonesa del manga, el nombre Mint se escribe en katakana y hiragana. Cuando ella está en su forma Mew Mew, su nombre se escribe en katakana, y cuando ella es "normal", su nombre se escribe en hiragana. Esto debe ser para que ella pueda esconder su identidad como Mew Mint, y por énfasis, ya que es común escribir palabras Japonesas en katakana. Debido a la diferencia en los sistemas de escritura, esto fue omitido en la versión en inglés y Español del manga, ya que en los lenguajes de inglés y español solo hay un sistema de escritura. Por esto, los fanáticos quienes solo han visto la versión en inglés o Español podrían encontrar extraño que nadie descubra su identidad.

## Armas y habilidades
El ADN de Mint está fusionado con el de un Loriquito Azul, entonces después de transformarse a ella le brotan alas de ave azules y una cola. Con estas, ella puede volar. En el anime, ella puede comunicarse con las aves y, cuando ella siente un gran dolor, puede resistir vientos fuertes. El color del traje de Mint cambia de azul en el manga, a cian en el anime.

### Tokyo Mew Mew
- Arma: Flecha de Mint
- Ataque: Ribbon Mint Echo

- Arma (solo en el manga): Vara de Agua Mew
- Ataque (solo en el manga): Ribbon Aqua Dust

En el manga, Masha se convierte en la Vara de Agua Mew cuando se une con el Agua Mew.
- Arma: Flecha de Mint
- Ataque: Extensión de Mew Poder

Este ataque es usado solo en el volumen siete con Lettuce, Pudding, y Zakuro para darle tiempo a Ichigo en la batalla con Deep Blue.
- Arma: Los pies de Mint
- Ataque: Travail de Mint (En francés significa "trabajo")

Usado por Mint en el episodio nueve, ella repetidamente usa saltos de bailarina para patear al Chimera Animal en las espinillas.

### Mew Mew Power
- Arma: Flecha de la Lira
- Ataque: Sin nombre (algunas veces llamado Flecha de la Lira)

## Canciones características
Mint tiene dos canciones características cantadas por Yumi Kakazu, la actriz de voz de Mint:
- Pájaro Azul - tocada en el episodio 19
- Hora del Té

- Datos: Q3057353